# Кокпек
Кокпе́к (каз. Көкпек) — село у складі Єнбекшиказахського району Алматинської області Казахстану. Входить до складу Согетинського сільського округу.
Населення — 74 особи (2021; 74 у 2009, 84 у 1999, 89 у 1989).